# Music Week
Music Week es un periódico profesional de la industria discográfica del Reino Unido. Es publicado por Future plc.

## Historia
Fundado en 1959 como Record Retailer, se relanzó el 18 de marzo de 1972 como Music Week . El 17 de enero de 1981, el título volvió a cambiar, debido a la creciente importancia de los videos de venta directa, a Music & Video Week. La publicación rival Record Business, fundada en 1978 por Brian Mulligan y Norman Garrod, fue absorbida por Music Week en febrero de 1983. Más tarde ese año, se lanzó la filial Video Week y el título de la publicación matriz volvió a Music Week.
En abril de 1991, Music Week incorporó Record Mirror, inicialmente como un suplemento de gráfico de 4 u 8 páginas, luego como un suplemento de danza de artículos, reseñas y gráficos. En la década de 1990, varias revistas y boletines pasan a formar parte de la familia Music Week: Music Business International (MBI), Promo, MIRO Future Hits, Tours Report, Fono, Green Sheet, Charts Plus (publicados de mayo de 1991 a noviembre de 1994), y Hit Music (septiembre de 1992 a mayo de 2001). En mayo de 2001, todos los boletines (excepto Promo) cerraron.
En 2003, Music Week relanzó su sitio web de noticias diarias, características, listados de lanzamientos de discos y ventas en el Reino Unido, transmisiones por aire y listas de clubes. A principios de 2006, un sitio independiente de libre acceso para el Music Week Directory enumeraba 10.000 contactos en la industria musical del Reino Unido. A mediados de 2007, la revista fue rediseñada por la empresa londinense This Is Real Art. En octubre de 2008, otro rediseño condujo a cambios importantes.
En junio de 2011, Music Week se vendió a Intent Media. El paquete fue comprado por 2,4 millones de libras esterlinas y también contenía títulos Television Broadcast Europe, Pro Sound News, Installation Europe y sitios web adicionales, boletines, conferencias, programas diarios y eventos de premiación, que generaron 5,4 millones de libras esterlinas de ingresos en 2010. A partir de la emisión del 30 de julio de 2011, UBM todavía se nombra editor, ya que el nuevo editor Intent Media asumió el control el 1 de agosto de 2011. En la primera edición bajo nueva titularidad se anunció que el título cambiaría su día de publicación de lunes a jueves con efecto inmediato. NewBay Media adquirió Intent Media en 2012, y posteriormente Future adquirió NewBay Media en 2018.

## Gráficos
Music Week presenta estas listas británicas: Top 75 Singles, Top 75 Artist Albums, Top 20 Downloads, Top 20 Ringtones, Top 20 Compilation Albums, Top 50 Radio Airplay, Top 40 TV Airplay y una serie de listas de formatos y géneros (Music DVD , Rock, Indie, etc.). También incluye antecedentes sobre ventas y análisis de transmisión de Alan Jones. Después de un rediseño en octubre de 2008, la revista presentó gráficos en vivo basado en los datos Tixdaq, un gráfico de la taquilla y gráficos predictivos basados en información de Amazon, Rakuten.co.uk, Shazam, HMV.com y Last.fm. Music Week compila y publica listas semanales de clubes a partir de las devoluciones de listas proporcionadas por DJ en clubes nocturnos Upfront Club Top 40, Commercial Pop Top 30 y Urban Top 30. Music Week publica una tabla semanal Cool Cuts compilada a partir de comentarios de DJ e informes de ventas de tiendas de discos independientes.

## Detalles de publicación
Music Week es publicado mensualmente por Future (desde la edición de marzo de 2021), aunque anteriormente era una revista semanal (50 ediciones al año). Estaba disponible como revista impresa de tamaño B4 y de manera digital en formato PDF.

### Equipo editorial
A fecha de la edición impresa de julio de 2021
- Jefe de contenido: George Garner[10][11]
- Redactor senior: James Hanley
- Editor de características: Ben Homewood
- Editor digital: Andre Paine
- Editora y productora de contenido: Miranda Bardsley